# François Imbeau-Dulac
François Imbeau-Dulac (Saint-Lazare, 9 de dezembro de 1990) é um saltador do Canadá.

## Carreira
Imbeau-Dulac representou seu país nos Jogos Olímpicos de Verão de 2012. Em Jogos Pan-Americanos, tem uma prata no trampolim de 3 metros sincronizado, com Philippe Gagné.